# Гусман, Лойола
Лойола Гусман Лара (исп. Loyola Guzmán Lara, род. 1942) — боливийская революционерка, правозащитница и левый политический деятель. Соратница Эрнесто Че Гевары.

## Биография
Родилась в Ла-Пасе 29 июля 1942 года.
Студентка философии Высшего университета Сан-Андреса и руководительница (1967) Коммунистической молодёжи Боливии, во второй половине 1960-х вошла в группу городской поддержки формирующейся Армии национального освобождения. Была связной между городским подпольем и отрядом Че Гевары.
Арестована в сентябре 1967 года вместе с Франсиской Берналь и Норбертой Пинто де Агилар. Чудом выжила, выбросившись из окна Министерства внутренних дел, чтобы избежать пыток. В 1970 году выпущена в обмен на захваченных в заложники в Теопонте немцев, перешла на нелегальное положение и продолжила борьбу против диктатуры Уго Бансера. Вновь арестована в 1972 году, будучи беременной и ожидающей второго ребёнка. Тогда же «исчез» её муж Феликс Мельхар Антело (исп. Félix Melgar Antelo).
После падения диктатуры обратилась к правозащитной деятельности и стала главой Ассоциации родственников репрессированных и исчезнувших, присоединилась к Движению к социализму, от которого избиралась депутатом.